# Clonezilla
Clonezilla ist eine freie Software des taiwanischen National Center for High Performance Computing (NCHC) zum Herstellen von 1:1-Abbildern von PC-Festplatten.

## Einzelheiten
Das Programm ist für das „Klonen“ einheitlicher Softwarekonfigurationen auf mehreren Computern, z. B. im Firmenumfeld, konzipiert. Der Funktionsumfang ist mit dem kommerzieller Produkte wie Symantecs Norton Ghost oder Acronis’ True Image und dem des freien G4L vergleichbar.

## Clonezilla Live
Clonezilla Live braucht nicht installiert zu werden, sondern wird von einer bootfähigen CD, einem bootfähigen USB-Stick oder mittels Preboot Execution Environment (PXE) direkt über das Netzwerk gestartet. Über eine textbasierte Menüführung kann der Nutzer eine Festplatte oder einzelne Partitionen kopieren und später wiederherstellen. Das Partitions- oder Festplattenabbild wird als Datei auf einem anderen Datenträger (Festplatte, USB-Stick, DVD) gespeichert. Unterstützt werden interne und externe Festplatten sowie der Netzwerkzugriff auf Speichermedien, zum Beispiel mittels NFS-, SSH- oder Samba-Servern.

## Clonezilla Server Edition
Mit Clonezilla SE kann über ein Netzwerk eine Vielzahl von Rechnern gleichzeitig mit einer identischen Softwarekonfiguration versehen werden. Diese Version wird in Zusammenspiel mit einem DRBL-Server (Diskless Remote Boot in Linux) verwendet.

## Merkmale
Für den eigentlichen Kopiervorgang greift Clonezilla auf verschiedene (freie) Programme zurück:
- ntfsclone – für NTFS-Dateisysteme
- drbl-winroll – um Computernamen, Gruppenzugehörigkeit und Security Identifier (SID) von geklonten Windows-Systemen automatisch anzupassen
- Partclone – FAT, NTFS, ext2/ext3, ext4, reiserfs, xfs, HFS Plus, UFS2, VMFS ab Version 0.2.3
- Partimage – FAT, ext2/ext3, ReiserFS Version 3, xfs, jfs
- dd – Sektor-für-Sektor-Kopie für nicht unterstützte Dateisysteme

Bei Partitionen mit den oben genannten Dateisystemen werden nur belegte Sektoren der Festplatte gesichert. LVM2 unter GNU/Linux wird ebenfalls unterstützt. Die mit ntfsclone oder dd erzeugten Abbilder können eingebunden (ugs. gemountet) werden, um einzelne Dateien aus den Abbildern auszulesen (oder zu extrahieren).
Ist das Ziellaufwerk größer als das zu übertragende Quellaufwerk, muss nach der Übertragung die Partition auf dem Ziellaufwerk vergrößert werden, wenn der gesamte Festplattenspeicher genutzt werden soll. In diesem Fall kann es sinnvoll sein z. B. mit SystemRescue zu arbeiten, das sowohl Clonezilla als auch unter anderem das Partitionierungswerkzeug GParted integriert hat.

## Vorteile
Im Vergleich zu den Einzellösungen (ntfsclone, Partimage, dd) bietet Clonezilla Live eine einheitliche und gebündelte Oberfläche für unterschiedliche Dateisysteme. Es ermöglicht ähnlich wie manch andere proprietäre Software Netzwerkzugriffe, die mit den genannten Einzellösungen nicht oder nur auf Umwegen möglich sind. Ferner werden die bekanntesten Abbilder bei Bedarf direkt komprimiert und in Dateien bestimmter Größe aufgeteilt.

## Belege und Anmerkungen
1. ↑  sourceforge.net.
2. ↑  [Clonezilla-release] Stable Clonezilla live 3.2.1-9 Released. 7. März 2025 (abgerufen am 8. März 2025).
3. ↑  Clonezilla FAQ – Is that possible I can read the content of a NTFS image created by Clonezilla ?